# Зимовий ландшафт із ковзанярами
«Зимовий ландшафт з ковзанярами» (нід. Winterlandschap met IJsvermaak) — картина голландського художника Гендрика Аверкампа.
Аверкамп писав в основному невеликі реалістичні зимові пейзажі. Ця картина являє собою один з них. Художник розмістив лінію горизонту досить високо, що дало достатньо простору для детального зображення того, що відбувається на ковзанці. Вже наступне покоління голландських художників воліло зміщувати горизонт на картинах набагато нижче. Пейзаж повний людей, вони катаються на ковзанах, санках, навіть на човнах по льоду, несуть солому і відра, грають в щось на зразок хокею. Судячи з одягу, на лід вийшли люди всіх станів.

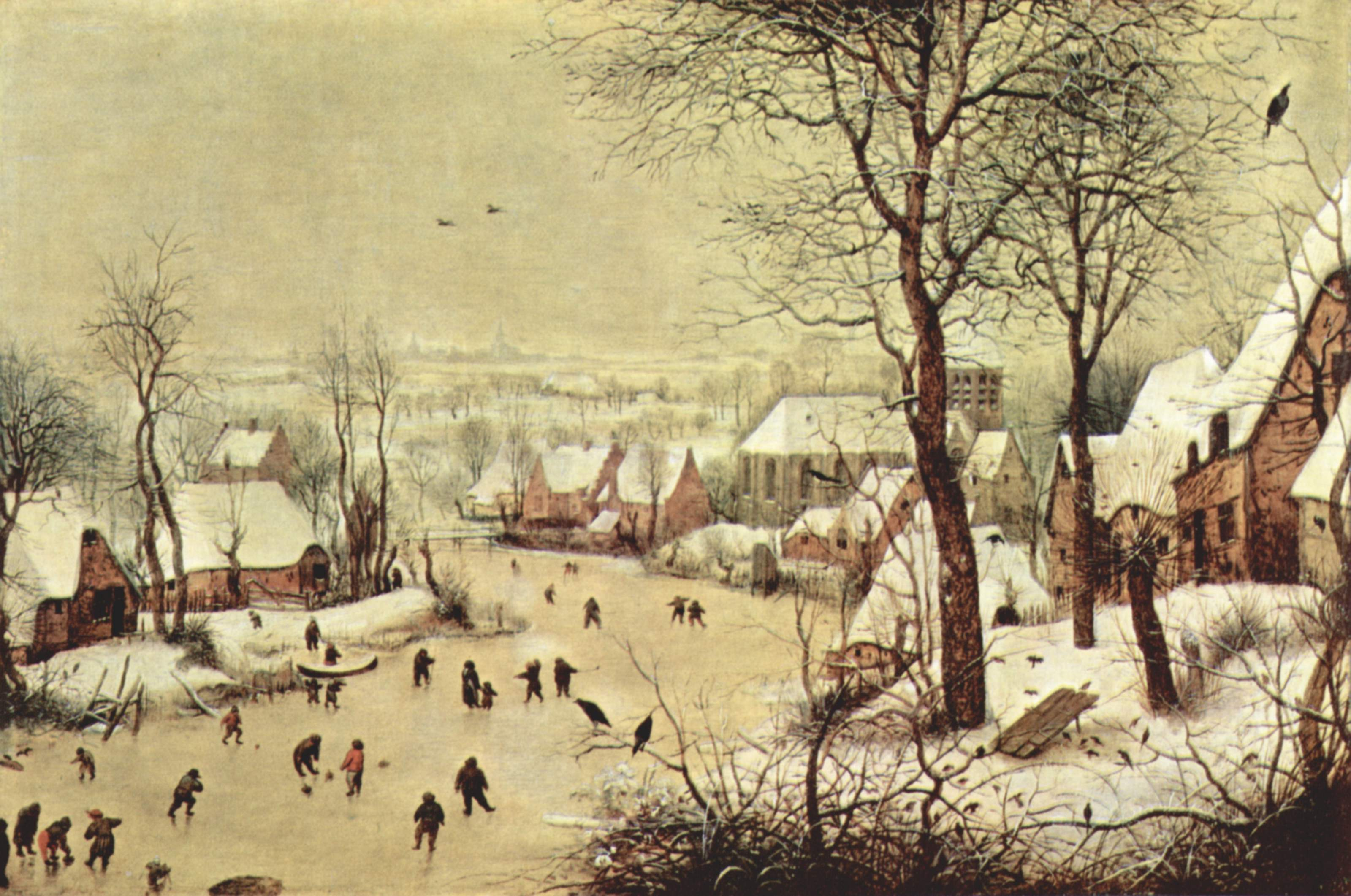
Брейгель, «Зимовий пейзаж з птахами та ковзанярами», 1565

У лівій частині картини зображений прикрашений гербом Антверпена будинок, судячи з усього пивоварня і заїжджий двір. Перед ним в льоду зроблена ополонка, з якої витягають відра з водою для варіння пива. Пастка для птахів, споруджена на дверях на палиці, в лівому нижньому кутку картини є прямим цитуванням Пітера Брейгеля. Аверкамп не уникнув зображення похмурих деталей: у лівій частині картини на передньому плані собака об'їдає кістяк коня, що загинув від морозу.
Підпис художника, «HAenricus Av», розміщений в правій частині картини, на сараї. Зверху над підписом недбало намальована постать людини.